# Kim Dae-myung
Kim Dae-myung (en hangul, 김대명; hanja: 金大明; RR: Gim Dae-myeong), es un actor de cine, televisión y teatro surcoreano.

## Biografía
Estudio actuación para teatro, cine y televisión en la Universidad Sungkyunkwan.

## Carrera
Es miembro de la agencia United Artists Agency (UAA) desde diciembre de 2021. Previamente fue miembro de Prain TPC (Talented People Caring).
El 17 de octubre del 2014 se unió al elenco principal de la serie Misaeng (también conocida como "Incomplete Life") donde interpretó a Kim Dong-shik, el subgerente de equipo de ventas #3, hasta el final de la serie el 20 de diciembre del mismo año.
El 19 de noviembre del 2015 apareció como parte del elenco de la película Inside Men donde dio vida al reportero Goh Sang-chul.
El 9 de noviembre del 2016 se unió al elenco principal de la serie The Sound of Your Heart donde interpretó a Jo Joon, el hermano mayor de Jo Seok (Lee Kwang-soo), hasta el final de la serie el 6 de enero del 2017.
El 14 de febrero del 2018 apareció como parte del elenco de la película Golden Slumber donde dio vida a Jang Dong-gyu, un abogado de divorcios y amigo cercano de Kim Gun-woo (Gang Dong-won).
El 12 de marzo del 2020 se unió al elenco principal de la serie Pasillos de hospital, donde interpretó al doctor Yang Seok-hyung, un doctor de cirugía obstétrica y ginecológica en el "Yulje Medical Center", hasta el final de la serie el 16 de septiembre de 2021.

## Filmografía

### Series de televisión
| Año     | Título                       | Personaje                              | Notas                     | Ref.                 |
| ------- | ---------------------------- | -------------------------------------- | ------------------------- | -------------------- |
| 2014    | Misaeng                      | Kim Dong-shik                          | 20 episodios              |                      |
| 2015    | Red Moon                     | Príncipe Heredero Seon (Príncipe Sado) | Drama Special, 1 episodio |                      |
| 2016-17 | The Sound of Your Heart      | Jo Joon                                | 20 episodios              |                      |
| 2020    | Pasillos de hospital         | Dr. Yang Seok-hyung                    | 12 episodios              |                      |
| 2021    | Pasillos de hospital 2       | Dr. Yang Seok-hyung                    | 12 episodios              |                      |
| 2024    | Light Shop                   | Propietario de tienda china            | Episodio 3                | [ 10 ]               |
| 2025    | The Art of Negotiation       | Oh Soon-young                          | 12 episodios              | [ 11 ] [ 12 ] [ 13 ] |
| 2025    | Manual para residentes       | Dr. Yang Seok-hyung                    | Aparición especial        | [ 14 ]               |
| 2025    | ¡Oh, mis clientes fantasmas! | Jeong-min                              | Aparición especial, ep. 1 | [ 15 ] [ 16 ]        |

### Películas
| Año  | Título                                 | Personaje                  | Notas                                                                                             | Ref.          |
| ---- | -------------------------------------- | -------------------------- | ------------------------------------------------------------------------------------------------- | ------------- |
| 2006 | Puzzle                                 | -                          | junto a Joo Jin-mo, Moon Sung-keun, Hong Seok-cheon, Kim Hyun-sung y Park Jun-seok                |               |
| 2010 | The Lost Thing                         | -                          | (corto)                                                                                           |               |
| 2010 | Blue Ocean                             | -                          | (corto)                                                                                           |               |
| 2012 | All Bark No Bite                       | Doo-chang                  | junto a Kim Mu-yeol, Jin Sun-gyu, Seo Dong-gab, Tak Teu-in y Jo Min-ho                            |               |
| 2013 | The Terror Live                        | Park Shin-woo (voz)        | junto a Ha Jung-woo, Lee Geung-young, Jeon Hye-jin, Choi Jin-ho, Kim So-jin y Lee David           |               |
| 2014 | Broken                                 | Yang Tae-seop              | junto a Jung Jae-young, Lee Sung-min, Seo Jun-young, Lee Soo-bin, Lee Joo-seung y *Choi Sang-wook |               |
| 2014 | The Target                             | Jang Gyu-ho                | junto a Ryu Seung-ryong, Lee Jin-wook, Yoo Jun-sang, Kim Sung-ryung, Jo Yeo-jeong y Jin Goo       |               |
| 2014 | The Fatal Encounter                    | Kang Yong-hwi              | junto a Hyun Bin, Jung Jae-young, Jo Jung-suk, Cho Jae-hyun y Han Ji-min                          |               |
| 2014 | Tazza: The Hidden Card                 | Dueño del salón del billar | junto a T.O.P, Shin Se-kyung, Kwak Do-won, Lee Ha-nui, Yeo Jin-goo, Yoo Hae-jin y Ahn Jae-hong    |               |
| 2014 | My Dictator                            | Actor de teatro            | junto a Park Hae-il, Sol Kyung-gu, Yoon Je-moon, Lee Byung-joon, Ryu Hye-young y Lee Kyu-hyung    |               |
| 2015 | The Beauty Inside                      | Kim Woo-jin                | junto a Han Hyo-joo, Lee Geung-young, Moon Sook, Lee Mi-do y Shin Dong-mi                         | [ 17 ] [ 18 ] |
| 2015 | The Exclusive: Beat the Devil's Tattoo | Han Seung-woo              | junto a Jo Jung-suk, Lee Ha-na, Lee Mi-sook, Kim Eui-sung y Bae Seong-woo                         |               |
| 2015 | Inside Men                             | Goh Sang-chul              | junto a Lee Byung-hun, Jo Seung-woo, Baek Yoon-sik, Lee Geung-young y Bae Seong-woo               |               |
| 2015 | Inside Men: The Original               | Goh Sang-chul              | junto a Lee Byung-hun, Jo Seung-woo, Baek Yoon-sik, Lee Geung-young y Bae Seong-woo               |               |
| 2016 | Pandora                                | Gil-seop                   | junto a Kim Nam-gil, Kim Ju-hyeon, Jung Jin-young, Kim Young-ae, Moon Jeong-hee y Kim Myung-min   | [ 19 ]        |
| 2016 | Canola                                 | Entrenador físico          | junto a Youn Yuh-jung, Kim Go-eun, Choi Minho, Kim Hee-won, Shin Eun-jung y Ryu Jun-yeol          |               |
| 2016 | The Last Princess                      | Kim Bong-guk               | junto a Son Ye-jin, Park Hae-il, Ra Mi-ran, Jung Sang-hoon, Park Joo-mi y Ahn Nae-sang            |               |
| 2017 | Bluebeard                              | Sung-geun                  | junto a Cho Jin-woong, Shin Goo, Song Young-chang, Lee Chung-ah y Yoon Se-ah                      |               |
| 2018 | Golden Slumber                         | Jang Dong-gyu              | junto a Gang Dong-won, Han Hyo-joo, Kim Sung-kyun, Kim Eui-sung, Yoon Kye-sang y Lee Hak-joo      |               |
| 2018 | The Drug King                          | Lee Doo-hwan               | junto a Song Kang-ho, Jo Jung-suk, Bae Doona, Kim So-jin, Lee Hee-joon y Jo Woo-jin               |               |
| 2019 | Stone Skipping                         | Suk-gu                     | junto a Kim Eui-sung y Song Yoon-ah                                                               |               |
| 2020 | The Golden Holiday                     | Man-chul                   | junto a Kwak Do-Won, Kim Sang-ho, Shin Dong-mi, Lee Hong-nae, Yoo Jin-woo y Shin Seung-hwan       |               |
| 2024 | Dirty Money                            | Dong-hyuk                  | junto a Jung Woo, Park Byung-eun, Jo Hyun-chul, Jung Hae-kyun y Yoo Tae-o                         | [ 20 ]        |

### Programas de variedades
| Año  | Título                               | Notas                     |
| ---- | ------------------------------------ | ------------------------- |
| 2021 | Mountain Village Playlist            | miembro                   |
| 2021 | Wise Camping Life (Camping Playlist) | miembro                   |
| 2020 | Amazing Saturday (DoReMi Market)     | (ep. #124) - invitado     |
| 2020 | Running Man                          | (ep. #516) - invitado     |
| 2020 | Knowing Bros                         | (ep. #222) - invitado     |
| 2013 | 2 Days & 1 Night                     | (ep. #310-311) - invitado |

### Aparición en videos musicales
| Año  | Intérprete                             | Canción                    | Notas  |
| ---- | -------------------------------------- | -------------------------- | ------ |
| 2015 | Youngjun (de Brown Eyed Soul) ft. 개리 | "Think of You" (니 생각뿐) | [ 28 ] |

### Teatro / Musicales[29]
| Año  | Título                                         | Personaje         | Notas                                                                           |
| ---- | ---------------------------------------------- | ----------------- | ------------------------------------------------------------------------------- |
| 2011 | 한놈 두놈 삑구타고                             | Lee Nak-joong     | junto a Kim Mu-yeol y 윤석원                                                    |
| 2009 | Assassins (어쌔신)                             | John Hinckley Jr. | junto a 강태을, 김대종, Choi Jae-woong, 이창용 y Han Ji-sang                    |
| 2009 | The Zoo Story                                  | Peter             |                                                                                 |
| 2008 | 강풀의 바보                                    | -                 | junto a 송재하, 김민진, 이영우, 김의성, 최은희, 김은숙, 유동훈, 이채영 y 류혜린 |
| 2008 | Kang Full's Babo                               | Seung-ryong       |                                                                                 |
| 2008 | Subway Line 1                                  | Ttang-soe         |                                                                                 |
| 2007 | Pisces Man                                     | Kim Jin-man       |                                                                                 |
| 2007 | Kang Taek-gu                                   | -                 |                                                                                 |
| 2007 | Come to the Ghost House (귀신의 집으로 오세요) | Productor         | junto a Yoo Ji-tae, Park Myung-shin, 김태한, 방진의 y 조슬기                    |

## Discografía
| Año  | Canción                                                    | Álbum                             | Notas |
| ---- | ---------------------------------------------------------- | --------------------------------- | ----- |
| 2021 | In Front of the Post Office in Autumn (가을 우체국 앞에서) | OST Pt.2 de "Hospital Playlist 2" |       |

## Premios y nominaciones
| Año  | Premio                           | Categoría                           | Trabajo        | Resultado | Ref.   |
| ---- | -------------------------------- | ----------------------------------- | -------------- | --------- | ------ |
| 2015 | 51st Baeksang Arts Award         | Mejor actor revelación (televisión) | Misaeng        | Nominado  | [ 30 ] |
| 2015 | 8th Korea Drama Award            | Premio a la excelencia              | Misaeng        | Ganador   | [ 31 ] |
| 2015 | 4th APAN Star Award              | Mejor actor de reparto              | Misaeng        | Nominado  |        |
| 2017 | 1st The Seoul Award              | Mejor actor de reparto (cine)       | Bluebeard      | Nominado  | [ 32 ] |
| 2017 | 26th Buil Film Award             | Mejor actor de reparto              | Bluebeard      | Nominado  |        |
| 2017 | 38th Blue Dragon Film Award      | Mejor actor de reparto              | Bluebeard      | Nominado  | [ 33 ] |
| 2018 | 23rd Chunsa Film Art Award       | Mejor actor de reparto              | Bluebeard      | Nominado  |        |
| 2021 | 41st Golden Cinema Film Festival | Premio especial del jurado          | Stone Skipping | Ganador   | [ 34 ] |